# The First Four Years
The First Four Years è una raccolta delle prime canzoni del gruppo hardcore punk statunitense Black Flag. Contiene al suo interno gli EP Nervous Breakdown, Jealous Again, Six Pack, e il singolo Louie, Louie, oltre a due bonus track.

## Tracce
1. Nervous Breakdown – 2:07 – (Ginn)
2. Fix Me – 0:55 – (Ginn)
3. I've Had It – 1:20 – (Ginn)
4. Wasted – 0:51 – (Ginn/Morris)
5. Jealous Again – 1:52 – (Ginn)
6. Revenge – 0:59 – (Ginn)
7. White Minority – 1:02 – (Ginn)
8. No Values – 1:45 – (Ginn)
9. You Bet We've Got Something Personal Against You! – 0:52 – (Dukowski/Ginn/Pederast/ROBO)
10. Clocked In – 1:30 – (Ginn)
11. Six Pack – 2:20 – (Ginn)
12. I've Heard It Before – 1:39 – (Dukowski/Ginn)
13. American Waste – 1:33 – (Dukowski)
14. Machine – 1:25 – (Cadena/Dukowski)
15. Louie, Louie – 1:20 – (Berry)
16. Damaged I – 4:06 – (Cadena/Ginn)

## Formazione
- Keith Morris – voce nelle tracce dalla 1 alla 4
- Chavo Pederast – voce nelle tracce dalla 5 alla 8
- Dez Cadena – voce nelle tracce dalla 10 alla 16; chitarra nelle tracce dalla 11 alla 14
- Greg Ginn – chitarra
- Chuck Dukowski – basso; cori nella traccia 9
- Brian Migdol – batteria nelle tracce dalla prima alla 4
- ROBO – batteria in tutte le altre tracce